# Сульфиновые кислоты

Общая структурная формула сульфиновых кислот

Сульфиновые кислоты (сульфикислоты) — класс кислородсодержащих органических кислот средней силы с общей формулой RSO(OH), где R — алкильный или арильный радикал. Являются твёрдыми малоустойчивыми веществами, в природе встречаются крайне редко. Образуют устойчивые соли — сульфинаты.

## Особенности строения
На основании характерных для сульфиновых кислот реакций можно утверждать о наличии таутомерного равновесия двух форм сульфикислот:
Вторая таутомерная форма объясняет реакции образования сульфиновых кислот из хлорангидридов сульфоновых кислот действием восстановителей и образования сульфонов из сульфикислот при взаимодействии с галоидными алкилами — и там, и там неизменной остаётся группа —SO2—. Однако при этерификации сульфикислот спиртами в присутствии минеральных кислот образуются эфиры, отвечающие первой таутомерной форме: R—S(O)—OR'.
Полагают, что в большинстве случаев равновесие между двумя формами сульфикислот весьма условно и целиком сдвинуто в сторону изомера с гидроксильной группой —OH. Валентное состояние серы в этой форме находится между двухвалентным (сера сульфидная) и шестивалентным (сера сульфонильная).
Однако при использовании в качестве растворителей диоксана или бензола сульфиновые кислоты находятся в растворе в виде смеси таутомерных форм, что подтверждается экспериментально полученными значениями дипольных моментов, которые оказались промежуточными между таковыми значениями для двух структур. Данные ИК- и УФ-спектров различных сульфиновых кислот и их эфиров говорят, однако, о превалировании формы с гидроксильной группой.
В кристаллическом состоянии и в неполярных растворителях, к примеру в бензоле, имеют димерную структуру, что подтверждается данными ИК-спектров, значениями дипольных моментов, а также спектров комбинационного рассеяния.
Особенностью эфиров сульфиновых кислот является возможность разделить их на оптические антиподы, подобно окисям сульфидов. Поэтому им обычно приписывают пирамидальную структуру, в вершине которой располагается атом серы, что подтверждается данными ИК- и УФ-спектров. Такое расположение атомов очень устойчиво и полностью объясняет оптическую активность в случае, если функциональные группы, связанные с атомом серы, различны. Устойчивость окисей сульфидов, однако, выше: эфиры сульфиновых кислот легко претерпевают ауторацемизацию, к примеру, для октилового эфира пара-толуолсульфиновой кислоты оптическая активность уменьшается более чем в 2,5 раза при стоянии в течение 15 суток.

## Идентификация
Наиболее распространённым методом количественного анализа сульфиновых кислот является титрование стандартным раствором азотистой кислоты или нитрита натрия в кислом растворе:
{\displaystyle {\ce {2RSO2H + HNO2 ->[][] (RSO2)2NOH + H2O}}}
Внешним капельным индикатором выступает иодкрахмальная бумага: в присутствии нитрита натрия она приобретает пурпурный цвет, тогда как до появления избытка вещества окраски не наблюдается.
Данный метод также применяется для определения содержания сульфиновой кислоты в её смеси с тиолами.
Распространённый метод качественного анализа — растворение исследуемого образца в холодной концентрированной серной кислоте в присутствии капли фенетола или анизола. При наличии в образце сульфиновых кислот наблюдается голубая окраска раствора.
Также для анализа сульфиновых кислот используют ИК- и УФ-спектрометрию, анализ с помощью солей трёхвалентного железа, количественный анализ с помощью окисления гипохлоритом.

## Получение
Отдельные сульфиновые кислоты встречаются в природе, образуясь при окислении тиолов в качестве интермедиатов. К примеру, таурин выделен из моллюсков, а цистеинсульфиновая кислота — интермедиат, образующийся в процессе окисления цистеина.
Существует несколько основных способов получения сульфиновых кислот.

### Восстановление сульфонильных производных
Для данного способа используют сульфонилгалогены (фториды, бромиды, иодиды), арентиосульфонаты, сульфонамиды, сульфонилгидразиды и сульфонилгидразоны; наиболее часто восстанавливают сульфонилхлориды по причине их доступности. В роли восстановителей могут выступать представители двух типов реагентов, гетеролитически расщепляющих связь хлор—сера:
- Доноры электронов. При их действии на сульфонилхлорид образуются хлорид- и сульфинат-ионы. Как правило, в роли данных реагентов используют металлы, в основном порошок цинка в основном или нейтральном спиртовом или водном растворе:

Кроме того, применяются магний, кальций, железо, алюминий, амальгама натрия, а также хлорид олова(II).
- Нуклеофильные реагенты. При их действии атом хлора в сульфонилхлориде замещается с вытеснением сульфинат-иона. Данными реагентами могут выступать различные анионы: сульфиды, тиоляты, сульфиты, тиосульфаты, арсениты, цианиды, дитиокарбонаты, иодиды, ацетилиды, еноляты, а также гидриды (обычно алюмогидрид лития). Сульфит-ион превалирует в роли восстановителя сульфонилхлорида за счёт удобства в работе, низкой стоимости, хороших выходов продуктов химического взаимодействия[1].

### Окисление тиолов и дисульфидов
Данный способ менее распространён по причине возможного переокисления. В качестве окислителей используют хлор, бром, иод, спиртовой раствор основания, кислород, разбавленный раствор перекиси водорода. Наиболее эффективный реагент, однако, — мета-хлорнадбензойная кислота:
{\displaystyle {\ce {PhSH ->[mCPBA][] PhSO2H}}}

### Использование сернистого газа
Важным методом для получения арен- и алкансульфиновых кислот является взаимодействие диоксида серы с металлорганическими соединениями меди, алюминия, лития или магния:
Распространённые методы получения аренсульфиновых кислот — разложение арендиазониевых солей с участием восстановителя (меди) и сернистого газа, а также реакция типа реакции Фриделя — Крафтса, реагентами в которой выступают сернистый газ, ароматические углеводороды и хлорид алюминия в качестве катализатора:
{\displaystyle {\ce {PhH ->[SO2, AlCl3][] PhSO2H}}}
Последнюю реакцию используют в некоторых случаях и для получения алкансульфиновых кислот, в этом случае реагентами выступают алкены или алканы.
Менее распространено фотохимическое сульфинилирование алканов с участием сернистого газа как препаративный метод получения алкансульфиновых кислот.

### Использование сульфонов
Возможно нуклеофильное замещение по α-углеродному атому либо 1,2-элиминирование для получения сульфиновых кислот. Неактивированные сульфоны расщепляются под действием сильного основания при повышенной температуре. В роли таковых оснований выступают натрий в жидком аммиаке или литий в метиламине:
{\displaystyle {\ce {(C10H21)2SO2 ->[Li, MeNH2][] C10H21SO2H}}}
Для получения сульфонов часто используется реакция 2,4-динитробензолсульфенилхлорида с ароматическими углеводородами в присутствии хлорида алюминия в качестве катализатора. При данном взаимодействии образуются сульфиды, которые окислением переводят в сульфоны.
Важным методом является перегруппировка Смайлса — действие сильных оснований на орто-замещённые ароматические сульфоны для получения ароматических сульфиновых кислот. Метод представляет собой внутримолекулярное нуклеофильное замещение у атома углерода в ароматическом кольце.

## Свойства
Представляют собой твёрдые вещества или вязкие масла. В воде полностью диссоциированы, однако диссоциация подавляется при наличии соляной кислоты.
Кислоты средней силы, чей показатель константы кислотности находится в диапазоне 2,5—3. По этому значению сульфиновые кислоты располагаются между соответствующими сульфоновыми и карбоновыми кислотами. Сульфиновая группа имеет электроотрицательность того же порядка, что и циангруппа —CN.
| Формула сульфиновой кислоты | pKa       |
| --------------------------- | --------- |
| C6H5SO2H                    | 1,29      |
| п-ClC6H4SO2H                | 1,14      |
| C6H5CH2SO2H                 | 1,45      |
| C6H5CH2CH2SO2H              | 1,89      |
| C6H5CH2CH2CH2SO2H           | 2,03—2,05 |
| C6H5CH2CH2CH2CH2SO2H        | 2,23      |
| CH3CH2CH2CH2SO2H            | 2,11      |

В химических реакциях выступают в роли нуклеофильных реагентов, нуклеофильным центром в подавляющем большинстве случаев является атом серы. Для сульфиновых кислот характерен набор характерных реакций:
- Легко окисляются до сульфокислот, в том числе на воздухе[2]. В качестве окислителей в органическом синтезе обычно используют пероксид водорода, азотную кислоту, гипохлориты, иод, щелочной раствор перманганата калия. Использование перманганата калия в кислой среде, к примеру, в уксусной кислоте, приводит, однако, к образованию дисульфона.
- Восстанавливаются до различных продуктов: образуется дисульфид при обработке алюмогидридом лития, тиосульфонат[англ.] при использовании хлорида железа(II) в уксусной кислоте или ацетоне, тиол, если восстановитель — цинковая пыль в кислой среде[1]:

{\displaystyle {\ce {RSO2H + 4H ->[Zn, HCl][] RSH + 2H2O}}}
- Неустойчивы, причём алифатические сульфиновые кислоты менее устойчивы, чем ароматические: при нагревании, а также при стоянии диспропорционируют на сульфокислоты и их тиоэфиры — тиосульфонаты:

{\displaystyle {\ce {3ArSO2H ->[][] ArSO3H + ArSSO2Ar + H2O}}}
По этой причине работают, как правило, с более стабильными натриевыми, калиевыми или магниевыми солями сульфиновых кислот.
- Образуют сульфоны при присоединении по кратным связям и при реакции с алкилгалогенидами и иными алкилирующими агентами[8]:

В частности, данный метод используется для получения кристаллических 1,2-диалкилсульфонилэтанов из дибромэтана и солей алифатических сульфикислот:
{\displaystyle {\ce {BrCH2CH2Br + 2RSO2Na ->[][] RSO2CH2CH2SO2R + 2NaBr}}}
При сольволизе эфиров сульфиновых кислот также образуются сульфоны. Стоит отметить, что в этом процессе в роли интермедиатов выступают карбениевые и сульфинат-ионы (R—SO2)-.
- Способны к нуклеофильному присоединению к кратным связям. Так, ряд соединений (акрилонитрил, акриламид, метилакрилат, малеиновый ангидрид, винилкетоны, активированные ацетилены и аллены) присоединяют сульфинат-ионы по Михаэлю, причём в случае с альдегидами образуются α-гидроксисульфоны. Хиноны также могут присоединять сульфиновые кислоты с образованием через стадию енолизации производных гидрохинона.

- С хлористым тионилом образуют сульфинилхлориды, некоторые из которых при обработке триэтиламином можно перевести в крайне реакционноспособные сульфины[2]:

Отдельно стоит упомянуть свойства сульфинат-ионов, которые представляют собой заряженные частицы общей формулы R—SO2—. В частности, они реагируют с эпоксидами с образованием 2-гидроксисульфонов, а также, как и сульфиновые кислоты, вступают в реакцию с сульфенилхлоридами, что приводит к получению тиолсульфинатов, и галогенами, в частности хлором и бромом, что позволяет синтезировать сульфонилгалогениды.
Непростой задачей является отщепление сульфинильной группы. Для ряда нитроароматических производных десульфинилирование можно произвести в сильнокислой либо сильноосновной среде. В случае с аренсульфиновыми кислотами для данной цели используют хлорид таллия(III), а также соли палладия(II) для получения биарилов. Для арил- и алкилсульфиновых кислот используют также хлорид ртути(II), в результате получают арил- и алкилмеркурийхлориды в виде кристаллических твёрдых веществ.
Стоит отметить, что при действии некоторых ароматических сульфиновых кислот наблюдается цис-транс-изомерия алкенов без сдвига двойной связи, что используется в органическом синтезе. К примеру, (Z)-метиловый эфир олеиновой кислоты данным способом переводится в смесь изомеров, 81 % которой составляет (E)-изомер.

## Применение
Служат промежуточными продуктами при получении сульфонатов, легко окисляются до сульфокислот, что используется при получении последних. Кроме этого, хлорирование сульфиновых кислот — последняя стадия в процессе получения сульфохлоридов из производных тиолов. Также представляют интерес в теоретическом значении, являясь возможными промежуточными продуктами низшей валентности серы, которые могут образовываться из соединений, содержащих серу, при окислении различными веществами при различных условиях.
Широко распространено получение сульфогалогенидов галогенированием солей сульфиновых кислот. В частности, сульфохлориды часто получают из сульфинатов, полученных реакцией Гриньяра:
{\displaystyle {\ce {RMgBr + SO2 ->[][] RSO2MgBr ->[Cl2][] RSO2Cl + MgBrCl}}}
Особенностью данного метода является отсутствие необходимости наличия донора кислорода, поэтому реакции проводят в безводной среде, используя различные окислители: газообразный хлор, сульфурилхлорид и другие. Применяются различные растворители, к примеру, для получения 2-этилгексилсульфоиодида используют смесь бензола и эфира, так как он не может быть получен в водной среде.
Достоинства метода — хорошие выходы продуктов, их исключительная чистота, лёгкость и быстрота получения необходимых веществ, что было подтверждено синтезом фенилметан- и 2,3-диметилбутансульфохлорида. Считают, что такой способ получения сульфогалогенидов превосходит классическую обработку реактива Гриньяра сульфурилхлоридом. К примеру, рассматриваемый метод применяется для синтеза этансульфобромида.
Получение сульфогалогенидов галогенированием эфиров алкил- и арилсульфиновых кислот также распространено. Необходимые сложные эфиры синтезируют из соответствующих дисульфидов или тиолов. Данный метод используется в тех случаях, когда по тем или иным причинам невозможно прямое галогенирование дисульфидов или тиолов.
Соли сульфиновых кислот (к примеру, ронгалит) и их сложные эфиры также применяются в качестве восстановителей в органическом синтезе.